# ジャック・ヘスロップ＝ハリソン
ジョン（ジャック）・ヘスロップ＝ハリソン（John "Jack" Heslop-Harrison、1920年2月10日 - 1998年5月7日）は、イギリスの植物学者である。王立植物園（キューガーデン）の園長などを務めた。

## 略歴
ミドルスブラで生まれた。父は植物学者、遺伝学者のジョン・ウィリアム・ヘスロップ＝ハリソンで、兄に昆虫学者のジョージ・ヘスロップ＝ハリソンがいる。ニューカッスル大学のキングズカレッジで化学、物理学、生物学を学ぶが、第二次世界大戦のため1941年に召集され、レーダー技術者としてオークニー諸島で働き、その後連合軍の技術将校として、ドイツ軍の開発した技術の評価を行った。軍務を終えた後、ダラム大学の農業植物学の講師となり、1946年にクイーンズ大学ベルファストの講師となり、そこで博士号を得た。1950年からユニヴァーシティ・カレッジ・ロンドンの講師、1953年に分類学の准教授となり、1954年にクイーンズ大学ベルファストに戻り、1960年からバーミンガム大学の植物学の教授となった。1967年にウィスコンシン大学マディソン校の教授と植物発生研究所（Institute of Plant Development）の所長となった。
1970年から1976年の間キューガーデンの園長を務めるが辞任し、アベリストウィス大学の研究教授となった。
1970年に王立協会フェローに選ばれた。

## 受賞歴
1967年にロンドン・リンネ協会が若手研究者に贈るトレイル・クリスプ賞（Trail-Crisp Award）を受賞し、1971年にインド花粉学会（Palynological Society of India）のErdtman International Medalを受賞、1974年に王立協会のクルーニアン・メダル、1982年に妻のヨランド（Yolande Heslop-Harrison）とダーウィン・メダル、1984年にエディンバラ王立協会からキース･メダル、1996年にリンネ・メダルを受賞した。1996年にリボソームDNAの研究などでロイヤル・メダルを受賞した。